# Stary cmentarz żydowski w Mińsku Mazowieckim
Stary cmentarz żydowski w Mińsku Mazowieckim – kirkut, którego data założenia jest nieznana. Mieści się przy ul. Kazikowskiego (dawniej Armii Ludowej). Został zniszczony przez Niemców podczas II wojny światowej. Po wojnie na jego terenie wybudowano szkołę.